# Baburia narendrani
Baburia narendrani är en stekelart som beskrevs av Karl-Johan Hedqvist 2004. Baburia narendrani ingår i släktet Baburia och familjen dvärgsteklar.
Artens utbredningsområde är Sri Lanka. Inga underarter finns listade.